# 19190 Morihiroshi
19190 Morihiroshi è un asteroide della fascia principale. Scoperto nel 1992, presenta un'orbita caratterizzata da un semiasse maggiore pari a 2,7353322 UA e da un'eccentricità di 0,0839295, inclinata di 6,46045° rispetto all'eclittica.
L'asteroide è dedicato all'astrofilo giapponese Hiroshi Mori.